# 氟康唑
氟康唑（INN：fluconazole）又称氟康那唑，屬於氟代三唑類抗真菌药，对白念珠菌、犬小孢子菌、新型隐球菌、表皮癣菌及荚膜组织胞浆菌等有强力抗菌活性，一般認為氟康唑透過干擾真菌的细胞膜合成達成抑制真菌生長的效果。
氟康唑可用於治療多種真菌病，例如念珠菌症、 芽生菌病、山谷熱、隱球菌病、組織胞漿菌病、皮癬菌病及花斑癬。對於罹病風險較高的患者，如：曾接受器官移植、低體重的新生兒、及嗜中性白血球低下等，氟康唑也可以用預防念珠菌病。氟康唑可經口服或靜脈注射給藥。
氟康唑於1981年獲得專利，於1988年開始商業販售。本品名列於世界衛生組織基本藥物標準清單之中，已有學名藥於市面上流通。2019年，於美國最常使用的藥物中排行第133名，開立的處方箋數量逾五百萬張。
氟康唑常見的副作用為嘔吐、腹瀉、紅疹及肝指數上升。嚴重的副作用有肝臟疾病、長QT綜合症、及癲癇發作。使用於懷孕的患者，可能會增加流产風險。高劑量使用可能會導致新生兒先天性障碍。

## 醫療用途
氟康唑屬於第一代三唑類抗真菌藥，其結構與早期唑類抗真菌藥（如酮康唑）的差異在於以前者含三唑環，取代後者的咪唑環。由於氟康唑及其他特定三唑類抗真菌藥在全身治療時，會較主要局部使用的咪唑類抗真菌藥展現出較佳的安全性，及口服給藥後有穩定的吸收因此更常受到選用。
氟康唑的活性範圍涵蓋大多數念珠菌屬（但不包括克柔氏念珠菌或光滑念珠菌）、新型隱球菌、某些雙相性真菌和皮癬菌等。常見醫療用途包括有：
- 治療非全身性的陰道、喉嚨和口腔念珠菌感染。
- 治療免疫系統健康者發生的某些全身性念珠菌屬感染，包括血液、腎臟或關節感染。當感染部位在心臟或中樞神經系統，以及治療免疫系統較弱者發生的活動性感染時，通常會優先選擇其他抗真菌藥物。
- 預防免疫系統較弱者發生的念珠菌屬感染，例如因癌症化學療法而導致嗜中性白血球低下者、後期愛滋病者、接受器官移植個體和早產兒。
- 作為二線藥物，用於治療中樞神經系統真菌感染所導致的隱球菌屬腦膜腦炎。

### 抗藥性
唑類的抗真菌藥物抗藥性通常在長期藥物治療過程中逐漸產生，導致免疫功能低下患者（例如，接受鵝口瘡或食道念珠菌感染治療的晚期愛滋病患者）的臨床治療失敗。

### 對抗抗藥性
由於真菌對氟康唑及相關唑類藥物的抗藥性日益增加，因此迫切需要迅速找到有效的對抗方案。世界衛生組織（WHO）指出，由於氟康唑價格低廉且易於給藥，因此被廣泛使用，而對其上升的抗藥性感到擔憂。
對於日益普遍的念珠菌屬感染，可能的解決方案是聯合治療 - 將天然成分與市售抗真菌藥物結合使用，來解決抗藥性問題。

## 副作用
與氟康唑治療相關的不良藥物反應有：
- 常見 (≥1% 的患者)： 皮疹、頭痛、暈眩、噁心、嘔吐、腹痛、腹瀉和／或肝酶升高
- 不常見 (0.1–1% 的患者)： 食慾不振、疲勞、便秘
- 罕見 (<0.1% 的患者)： 少尿症、低血鉀症、感覺異常、癲癇發作、脫髮、史蒂芬斯－強森症候群、血小板減少症、其他血液疾病、嚴重肝毒性（包括肝衰竭）、嚴重過敏反應
- 非常罕見： QT間期延長、尖端扭轉性室性心搏過速（英语：Torsades de pointes）
- 美國食品藥物管理局（FDA）於2011年報告指出個體在懷孕初期長期使用高劑量氟康唑治療，可能與嬰兒發生罕見且獨特的先天性障礙有關[21]。

個體若於懷孕期間服用，可能導致對胎兒危害。然而這些危害案例僅發生在懷孕初期大量服用高劑量的婦女身上。
氟康唑會分泌到人類乳汁中，濃度與血漿的相似。
使用氟康唑治療與QT間期延長有關，可能導致嚴重的心律不整。因此若患者本身帶有QT間期延長的風險因素，像是電解質不平衡或同時服用其他可能延長QT間期的藥物（特別是西沙必利和雙氟苯丁哌啶苯並咪唑酮），則應格外謹慎使用此藥物。
有些人對唑類藥物過敏，因此可能也會對氟康唑過敏。
口服氟康唑整體而言並未顯著增加胎兒先天性缺陷的風險，雖然氟康唑會略微提高法洛氏四重症的發生機率，但其絕對風險仍屬偏低。相較之下，孕期婦女使用氟康唑，自然流產的風險則會增加五成。
氟康唑不應與西沙必利同時服用，因為可能導致嚴重甚至致命的心臟問題 。在極少數情況下，可能會發生嚴重的過敏反應，包括過敏性休克。
口服懸浮液用要我無粉末因含有蔗糖，患有遺傳性果糖吸收不良、葡萄糖／半乳糖吸收不良或蔗糖酶－異麥芽糖酶缺乏症的患者不應使用。膠囊含有乳糖，患有罕見的遺傳性半乳糖吸收不良、拉普乳糖酶缺乏症缺乏症或葡萄糖-半乳糖吸收不良的患者不應服用。

## 禁忌症
以下患者禁用氟康唑：
- 飲酒
- 已知對其他唑類藥物（如酮康唑）過敏者[3]
- 正在服用抗組織胺藥特非那定（英语：terfenadine），且每日服用氟康唑劑量達到400毫克者[3]
- 同時使用氟康唑和奎尼丁，而氟康唑是以高劑量給藥時
- 正服用選擇性5-羥色胺再攝取抑制劑（SSRI）（如氟西汀或舍曲林）之時

## 交互作用
氟康唑是人類細胞色素P450系統的抑制劑，尤其是對同功酶CYP2C19（對CYP3A4和CYP2C9的抑制作用較小）。因此理論上氟康唑會降低任何經由這些酶代謝的藥物的代謝速率並增加其濃度。此外，由於它對QT間期可能產生的影響，若與其他會延長QT間期的藥物同時使用，會增加心律不整的風險。研究顯示，即使在對藥物有抗藥性的白色念珠菌感染中，添加小檗鹼也具有與氟康唑協同增效的作用。氟康唑可能會增加紅黴素的血清濃度（應避免合併使用）。

## 藥理學

### 藥效動力學
氟康唑如同其他咪唑類和三唑類抗真菌藥物，會抑制真菌的細胞色素P450酶14α-去甲基酶。相較之下，哺乳動物的去甲基酶活性對氟康唑的敏感性遠低於真菌的去甲基酶。這種抑制作用會阻止羊毛固醇轉化為麥角固醇，而麥角固醇是真菌細胞質膜的重要組成部分，並導致14α-甲基固醇的累積。氟康唑主要是一種抑菌劑，然而，在劑量依賴性方式下，它可能對某些微生物（特別是隱球菌屬）具有殺菌作用。

### 藥物動力學
氟康唑經口服給藥後，幾乎在兩小時內就會被人體完全吸收。生物利用度不受胃酸缺乏的顯著影響。在每日100毫克至400毫克的標準劑量範圍內，它尿液、淚液和皮膚中的濃度約為血漿中濃度的10倍，而唾液、痰液和陰道液中的濃度約等於血漿中的濃度。氟康唑的生物半衰期遵循零級動力學，只有10%的消除是由代謝引起，其餘部分則經由尿液和汗液排出。腎功能受損的患者有藥物過量的風險。
它以散裝粉末形式存在時，為白色結晶性粉末狀，極微溶於水，可溶於酒精。

## 歷史
氟康唑由輝瑞製藥於1981年在英國取得專利，並於1988年開始商業使用。專利於2004年和2005年到期。

## 延伸閱讀
- Popp C, Ramírez-Zavala B, Schwanfelder S, Krüger I, Morschhäuser J. . mBio. February 2019, 10 (1). PMC 6428756 . PMID 30723130. doi:10.1128/mBio.02740-18.